# Déisme
Ne doit pas être confondu avec Théisme ou Athéisme.
 (mars 2020).

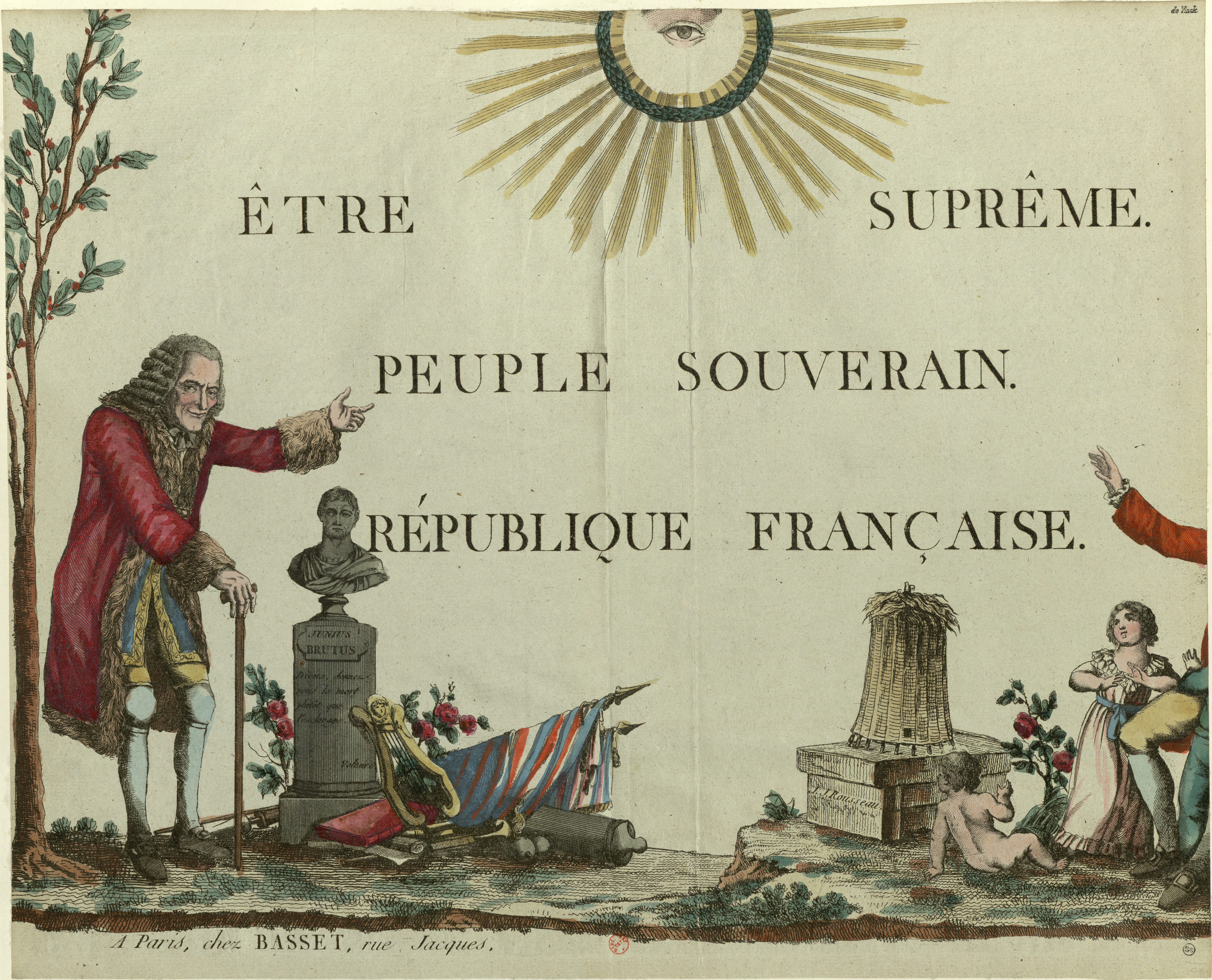
Voltaire pointante vers l'Être suprême

Le déisme est une école de pensée qui rejette toute révélation et ne croit qu'à l'existence d'un Dieu comme cause du monde et à la religion naturelle. Selon lui, la raison peut accéder à la connaissance de l'existence de Dieu mais ne peut déterminer ses attributs. Il s'oppose ainsi aux religions instituées, à leurs dogmes et leurs rites, en tant qu’elles se fondent sur la révélation d’un Dieu personnel.
Ce concept se développe essentiellement en Angleterre et en France à partir du XVIIe siècle, mais est difficile d'accès et ambigu, car il renvoie à plusieurs systèmes distincts.

## Concept
Le déisme — forgé sur le terme latin deus — désigne l'affirmation rationnelle de l'existence de Dieu, proposant une forme religieuse conforme à la raison, excluant les religions révélées, et proposant d'arriver à Dieu par des voies exclusivement humaines, sans pour autant pouvoir en déterminer certains attributs. Le concept se développe essentiellement en Angleterre et en France à partir du XVIIe siècle mais est difficile d'accès et ambigu car il se réfère à plusieurs systèmes distincts. On ne l'utilise plus guère en dehors de ses applications historiques.
À l'instar du terme « théisme » dont il est assez proche, le mot apparaît en France dans les violentes luttes théologiques et religieuses du XVIe siècle dans un usage péjoratif cherchant à discréditer l'adversaire (remettre dans le contexte de l'époque, pouvoir et religion). Il apparaît en relation avec les antitrinitaires sociniens et est attesté pour la première fois sous la plume du pasteur Pierre Viret en 1534 qui y voit des blasphémateurs, des « athéistes » qui s'ignorent. À partir du XVIIe siècle, lorsque, sous l'influence de la science nouvelle et de l'émergence de nouvelles manières de penser, la perception du concept de nature — fondamentale en théologie et en philosophie — se modifie, le déisme évolue vers une forme de religion naturelle dont font écho les premières Constitutions d'Anderson qui fondent la franc-maçonnerie moderne en 1723.
Pour leurs critiques apologètes chrétiens, les déistes, prétendant arriver à Dieu sans l'aide de Dieu, en se passant de la Révélation, sont impies et pécheurs. Les déistes ne forment cependant pas un groupe homogène et il existe une grande variété de positions, suivant les auteurs déistes, par rapport à ce qui a trait tant à la nature de Dieu, qu'à la Providence ou encore à l'immortalité de l'âme. John Locke développe ainsi un « christianisme raisonnable », tandis que Spinoza est classé ou non, selon les époques, dans leurs rangs. La question centrale est, plutôt que celle de l'existence de Dieu, celle de sa Révélation que les déistes rejettent à la différence des théistes.
Le XVIIIe siècle voit l'apparition d'une nouvelle logique des questions philosophiques qui amène à l'effacement partiel de Dieu comme l'entité centrale autour duquel s'articule la métaphysique : la question de son existence et de sa nature est désormais disputée, passant du stade de vérité première à celui d'hypothèse bientôt dispensable. Rousseau, selon lequel la nature est plus éloquente sur Dieu que les subtilités scolastiques, propose le Dieu de la foi déiste[réf. nécessaire] comme volontaire et intelligent, mouvant l'univers et animant la nature, tandis que l'Homme est libre dans ses actions et doté d'une âme immatérielle. À la différence de Kant, il associe la nature à l'ordre divin tandis que ce dernier établit une différence ontologique entre les deux. Pour Kant, le déisme envisage Dieu comme la « cause du monde », un principe régulateur qui ne peut satisfaire complètement les attentes de l'homme ; pour le philosophe, le déisme « recourt à Dieu pour penser la science en tant qu'elle progresse ». Plus tôt, Voltaire se déclarait déiste[réf. nécessaire], notamment dans son article intitulé « Prière à Dieu ». Le Dieu déiste est universel, il n'y a pas d'intermédiaire entre les êtres et Dieu, ce Dieu est bien supérieur à la « petitesse humaine » (il assimilera d'ailleurs les Hommes à des « atomes » : on ne peut plus petit que l'Homme), et ne s'occupe donc pas de ses affaires, ses cultes, ses rites et autres superstitions. Cette conception d'un Dieu distant se résume dans ces deux alexandrins du Français : « L'univers m'embarrasse, et je ne puis songer / Que cette horloge existe et n'ait point d'horloger. » Il tourne le concept de Providence en dérision.
Le déisme inspira de nombreuses déclarations d'hommes politiques américains à la fin du XVIIIe siècle et au début du XIXe siècle (Thomas Jefferson, Benjamin Franklin et Thomas Paine). La notion de créateur apparaît dans la Déclaration d'indépendance américaine de 1776.
La difficulté de donner des contours clairs au concept de Dieu et la fragilité et l’ambiguïté de celui-ci dans le déisme ont empêché ce dernier d'avoir une postérité réellement significative en tant que courant religieux. « Effort pour penser sans préjuger et sans dogmatisme le concept de Dieu », des éléments du déisme peuvent cependant être reconnus dans le cadre du renouveau de la théologie naturelle depuis la fin du XXe siècle. Certaines enquêtes montrent d'ailleurs qu'en France, la religion naturelle est une option philosophique — souvent inconsciente — de certains croyants non pratiquants qui envisagent Dieu comme le créateur et le gouverneur du monde, jugeant les individus sur leur conduite morale et rétribuant les mérites, dans une attitude assez proche du déisme.

## Principaux points de la position déiste
Le déisme affirme que :
- tout ce qui n’est pas l’œuvre de l’Homme est produit par une source originelle universelle et intelligente (nommée Dieu). Peu importent toutes les explications scientifiques qui peuvent être apportées à chaque détail de notre environnement, il est globalement impossible d'imaginer un début et une fin à l'espace, au temps et à la matière qui forment ensemble l'univers, car chaque chose appelle toujours une origine et une suite, qui elles-mêmes vont encore appeler une autre origine et une autre suite, etc. Le paradoxe de la Cause première ne peut trouver son explication que dans un principe au fondement de tout ce qui existe, et qui est appelé « Dieu » ;
- il n'est pas concevable que rien soit à l'origine de tout. Selon le principe de raison suffisante, toute chose présente en ce monde justifie son existence par son utilité, et s'inscrit dans un schéma de fonctionnement global. De fait, l'agencement de ces myriades d'éléments ne peut être le fruit du hasard, et nécessite l'action ordonnatrice d'une entité supérieure ;
- chaque entité créée possède son potentiel, principe d'immanence en opposition à la transcendance théiste qui elle divise le monde en monde parfait et monde matérialisé. Le Principe Créateur est en toute chose puisque toute chose découle des lois et principes du Créateur ;
- pour certains, Dieu a une action permanente dans l'univers, pour d'autres il n'interagit pas avec le monde depuis sa création, ou depuis une époque plus ou moins ultérieure ;
- Dieu se manifeste par les œuvres dont on ne peut expliquer l'existence, aussi grande que soit l'échelle de temps utilisée (la nature, la vie, le cosmos, la conscience humaine…) ;
- le sentiment de Dieu vient de l’étude de la création (en contemplant le tableau on peut comprendre le peintre) ;
- dans la conception déiste, la religion est plutôt ramenée à une institution purement artificielle, créée par les Hommes, plutôt que comme le moyen d'expression utilisé par le Créateur. De fait, le rôle des religions serait plutôt politique, cherchant à instaurer la cohésion sociale et l'ordre dans la société, à travers un message prétendument d'origine divine, plutôt que de libérer par l'apport de la vérité[note 1] ;
- pour certains déistes, la relation de l’Homme à Dieu est directe (par la contemplation) et sans intermédiaires, pour d'autres il n'interagit pas avec le monde et n'intervient pas dans la destinée des Hommes ;
- Dieu peut être appréhendé par la pensée scientifique et rationnelle des Hommes.

Voltaire et Jean-Jacques Rousseau se sont affirmés comme déistes. La plupart des philosophes du siècle des Lumières étaient déistes, ils ont été qualifiés d'athées pour des raisons polémiques. Albert Einstein se présenta une partie de sa vie comme déiste, mais un an avant sa mort écrivit dans une lettre au philosophe Eric Gutkind : « Le mot Dieu n'est pour moi rien d'autre que l'expression et le produit de la faiblesse humaine. »

## Place spirituelle du déisme dans les théories sur Dieu
C'est dès le XVIe siècle qu'est reconnue cette notion intermédiaire entre le théisme chrétien et l'athéisme. Il ne s'agit plus ici de transcendance divine mais d'immanence. Dans une optique chrétienne, l'authenticité historique de la Révélation et des Écritures est contestée : l'Être suprême devient directement perceptible aux facultés de l'Homme.
Depuis Kant (XVIIIe siècle), il est d'usage de distinguer déisme et théisme. En effet, ce dernier entend se conformer à « la volonté de Dieu », alors que le déisme estime que tout se déroule déjà en accord avec la volonté de Dieu, puisque rien n'échappe aux lois divines de la création.
Richard Dawkins considère dans son ouvrage nommé en français Pour en finir avec Dieu (The God Delusion) que le déisme n'est qu'une façon politiquement correcte de désigner l'athéisme. En effet, rien ne permet de distinguer dans la vie courante un Dieu qui existe mais n'intervient pas d'un Dieu qui n'existe pas.

## Deux conceptions de l'Être suprême et du déisme auXVIIIesiècle
L'abbé Mallet dans l’article « déistes » de l’Encyclopédie ou Dictionnaire raisonné des sciences, des arts et des métiers cite longuement M. l’abbé de la Chambre, docteur de Sorbonne, qui, dans un traité de la véritable religion imprimé à Paris en 1737 distingue deux types de déistes :
- « Le premier type de déistes avance et soutient ces propositions : il faut admettre l’existence d’un Être suprême, éternel, infini, intelligent, créateur, conservateur et souverain maître de l’univers qui préside à tous les mouvements et à tous les événements qui en résultent… » Il semble être fait référence ici à Newton et aux déistes anglais, car au début de son article, l'Abbé Mallet fait référence aux Unitariens et à de prétendus esprits forts anglais. Leur conception du déisme se rapproche vraisemblablement de la conception distante du divin : Dieu est un arbitre qui restreint son action à simplement s'assurer du bon fonctionnement de l'univers, sans se préoccuper des affaires humaines.

- « Le second type de déistes raisonne autrement. L’Être suprême, disent-ils, est un être éternel, infini, intelligent, qui gouverne le monde avec ordre et avec sagesse. II suit dans sa conduite les règles immuables du vrai, de l’ordre et du bien moral, parce qu’il est la sagesse, la vérité, et la sainteté par essence. Les règles éternelles du bon ordre sont obligatoires pour tous les êtres raisonnables… » Cette conception s'inscrit dans la tradition de Malebranche et de Leibniz. Dieu n'est pas indifférent, mais intervient directement dans son œuvre pour l'orienter vers le bien, la perfection, en tentant d'influencer la conduite de ses créatures. La nuance avec le théisme philosophique repose sur l'impossibilité de définir une interprétation universelle et intemporelle de la nature du bien et de la justice telle que conçue par l'Être suprême[12]. Les déistes de la seconde espèce auront donc tendance à pratiquer un éventuel « culte » ou autre travail spirituel de manière individuelle, dans le cadre d'une exploration personnelle du divin.